# 燃ゆる瞳
「燃ゆる瞳」（もゆるひとみ、原題:The Night Has a Thousand Eyes）は、1962年12月に発売されたボビー・ヴィーの楽曲。翌年2月に全米3位を記録した。カーペンターズのカバーでも知られる。邦題は他に『夜は千の眼を持つ』がある。1948年のジャズ・ナンバー『The Night Has a Thousand Eyes（邦題:夜は千の眼を持つ）』並びに1970年のグラス・ルーツ『燃ゆる瞳（原題:Temptation Eyes）』は同名異曲。

## 主なカバー
- エンジェルス 1963年 アルバム『My Boyfriend's Back』収録
- ジミー・ジャスティス 1963年 アルバム『Smash Hits From Jimmy Justice』収録
- スリーファンキーズ 1963年
- ゲイリー・ルイス&ザ・プレイボーイズ 1965年 アルバム『This Diamond Ring』収録
- カーペンターズ 1973年 アルバム『ナウ・アンド・ゼン』収録
- ランディ・エデルマン 1977年 アルバム『If Love Is Real』収録
- ジューシィ・フルーツ 1980年 アルバム『Drink!』収録
- Mud（英語版） 1982年 アルバム『Mud』収録
- アニータ・ケルシー（英語版） 1998年の映画『ダークシティ』挿入歌。ディレクターズ・カット版ではジェニファー・コネリーが歌唱。
- 健'z with Friends 2005年 アルバム『健'z with Friends』収録